# Baranie rohy
Baranie rohy patří k nejsnáze dostupným, ačkoli neznačeným tatranským štítům nad 2500 m, a proto jsou hojně navštěvované turisty i skialpinisty. Normální výstup vede přes Baranie sedlo, na které se dá vystoupit od chaty pri Zelenom plese přes Velkou zmrzlou dolinu (řetězy), nebo od Téryho chaty přes Kotlinu pěti spišských ples, s horským vůdcem.
Existuje návrh zpřístupnit Baranie sedlo z obou stran turisticky značeným chodníkem. Podrobný rozpis horolezeckých cest v jihozápadní stěně lze nalézt v externích odkazech. Další cesty jsou i ve východní stěně (např. J. Brandobur, F. Kele, M. Meres, R. Presler a A. Puškáš, IV, 1952).

## Topografie
Rozložitý štít na začátku mohutné rozsochy Lomnického štítu. Leží jen asi 100 m od hlavního hřebene, v něm se nachází Vyšná Barania strážnica. Od ní je oddělen Baraní priehybou, od Spišského štítu výrazným Baraním sedlom. Má dva vrcholy, které dělí Barania spára. Charakteristická je rozsáhlá vrcholová sutinová plošina, někdy nazývaná Barania galéria (nad jižní stěnou).

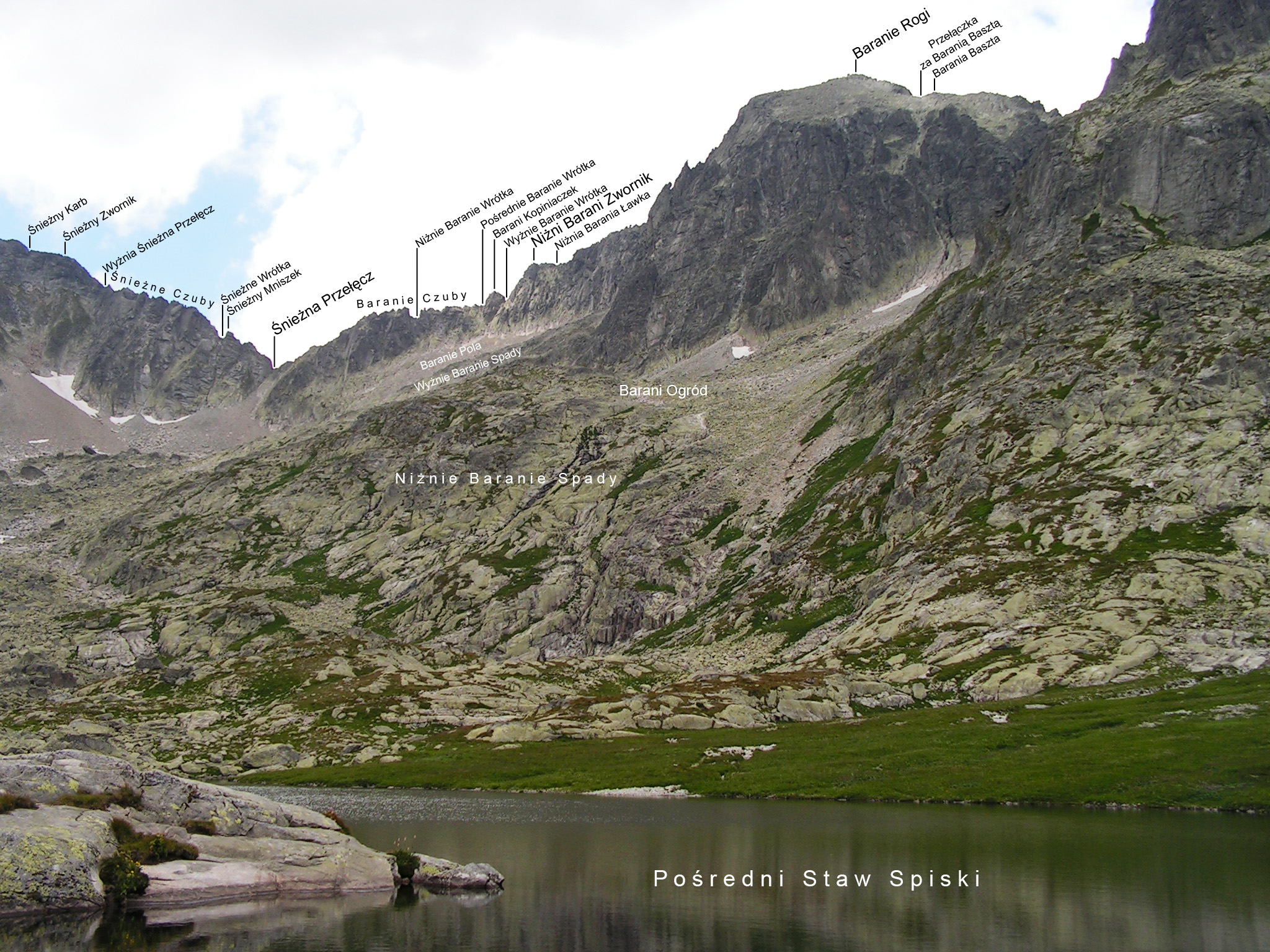
Baranie rohy z Kotliny 5 spišských plies, popisy v polštině.
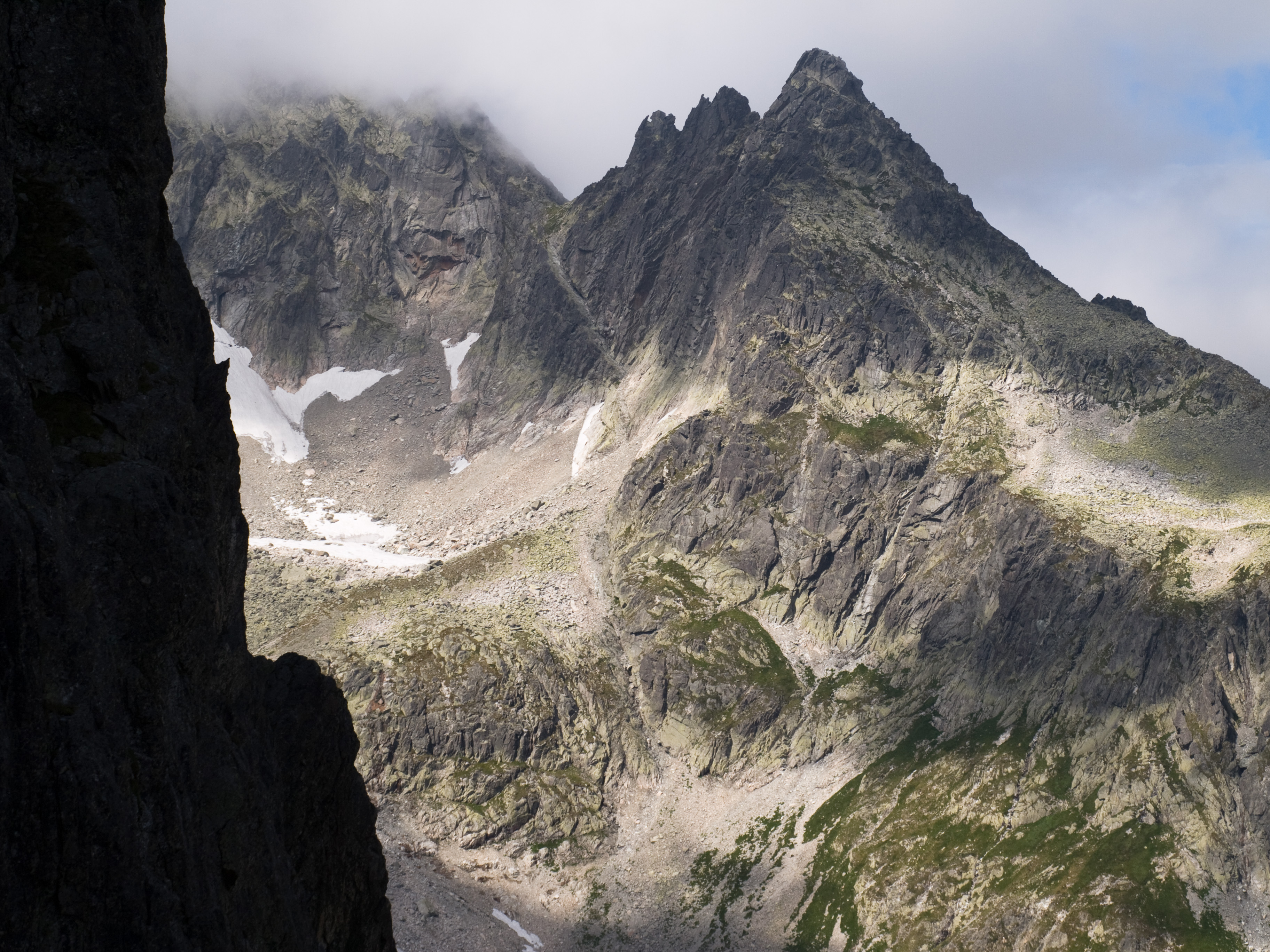
Čierny štít a východní stěna Baraních rohů i Vyšné Baraní strážnice (vrcholy v mracích).
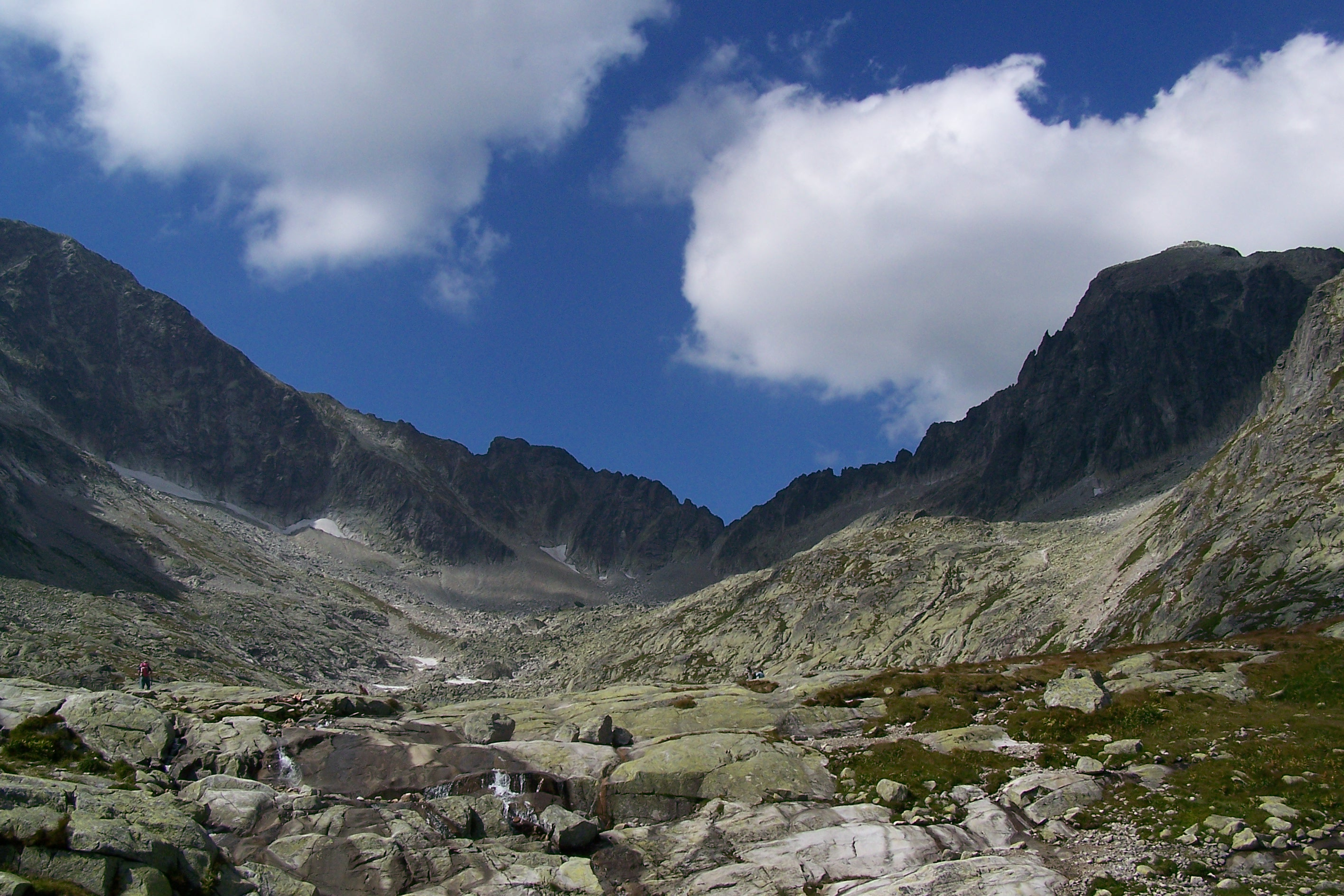
Snehový štít, vpravo Baranie rohy.
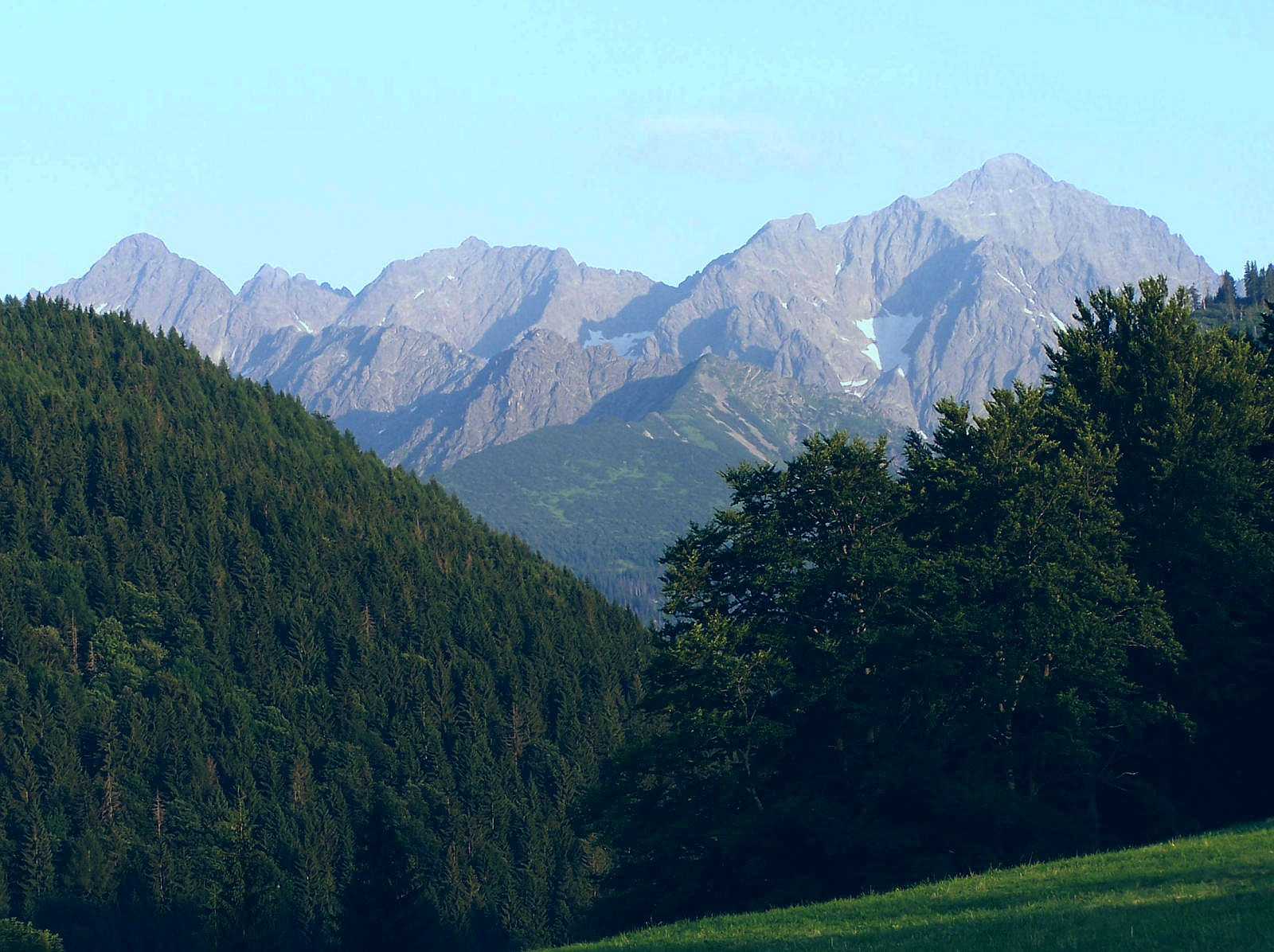
Zleva Kolový štít, zubatá skupina Pyšného štítu, Baranie rohy, Snehový štít a Ľadový štít.